# Kaï
Kaï è un comune rurale del Mali facente parte del circondario di Kadiolo, nella regione di Sikasso.
Il comune è composto da 7 nuclei abitati:
- Daoulasso
- Derbasso
- Kaï
- Kardiasso
- Tiéni
- Tiénima
- Wéléni-Fièbala